# Aline Bernaerts-Viroux
Aline Viroux (Diest, 14 juni 1931 - Hasselt, 17 januari 2014) was een Belgisch senator.

## Levensloop
Viroux werd beroepshalve leerkracht.
Van 1978 tot 1981 zetelde ze namens de PVV als rechtstreeks gekozen senator in de Belgische Senaat. Ze vertegenwoordigde het arrondissement Nijvel, waar ze als Vlaamse door de apparentering was verkozen.

## Bron
- Laureys, V., Van den Wijngaert, M., De geschiedenis van de Belgische Senaat 1831-1995, Lannoo, 1999.